# Praia do Meio (Natal)
Praia do Meio e a estátua de Iemanjá.
Praia do Meio é um bairro localizado em Natal, capital do estado do Rio Grande do Norte. No bairro está localizada a Praia do Meio, uma das praias mais frequentadas pelos potiguares.
Até 1980, a Praia do Meio era a praia mais turística da cidade, e a Praia de Ponta Negra era a mais frequentada pelos potiguares. Após a construção da Via Costeira na década de 80, ocorreu uma inversão, Ponta Negra se tornou completamente turística e a praia do Meio virou a mais frequentada pelos potiguares. Por causa desse fenômeno, a área entrou em decadência (o sinal mais evidente foi a falência do Hotel Reis Magos, que por muito tempo foi o maior hotel de Natal). Em 2003, começou um projeto de revitalização da praia e das praias vizinhas, algumas ações foram a criação do calçadão e uma imensa área de lazer e esportes foi construída na extremidade norte da praia.
A Praia do Meio é um dos sete pontos da "Área Especial de Interesse Turístico" do litoral, por isso, a praia é vigiada 24 horas por dia por algumas das 23 câmeras instaladas ao longo do litoral de Natal.

## Ponta do Morcego

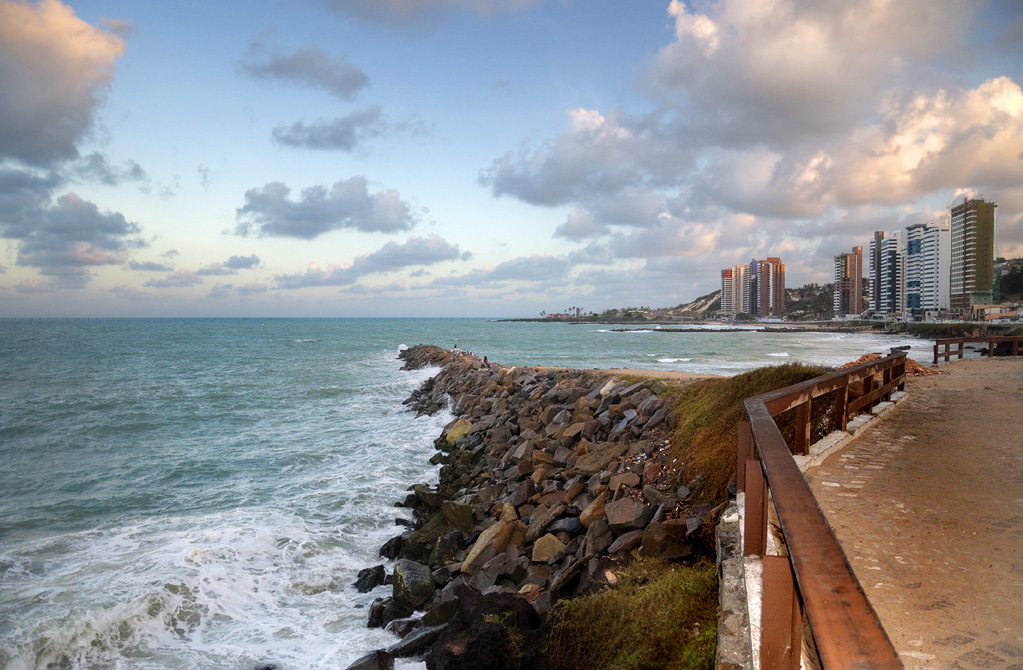
Ponta do Morcego.

A Ponta do Morcego é uma área litorânea localizada na Praia do Meio.
Para ter acesso ao local, foi construída, em 1996, um mirante que proporcionava uma vista panorâmica do oceano Atlântico. Muitos turistas visitavam o local para fotografar o pôr do sol. Devido à falta de cuidados, no entanto, o deck foi interditado em janeiro de 2009 pela Secretária de Serviços Urbanos (SEMSUR), sob o argumento de "risco iminente de vida". Até junho daquele ano, nada fora feito para resolver a situação.